# إيفلين إيوينغ
إيفلين إيوينغ (بالإنجليزية: Eve Ewing)‏ هي عالمة اجتماع وكاتِبة وشاعرة أمريكية، ولدت في 31 مايو 1986 في الولايات المتحدة.

## وصلات خارجية
- الموقع الرسمي